# Aeroportul Oğuzeli
Aeroportul Oğuzeli (IATA: GZT, ICAO: LTAJ) este un aeroport din Oğuzeli⁠(d), Provincia Gaziantep, Turcia ce deservește zona Gaziantep. Aeroportul a fost tranzitat în 2022 de 2.350.266 de pasageri. A fost deschis în 1976.
Situat la o altitudine de 706 m, aeroportul dispune de 1 pistă. Este operat de General Directorate of State Airports (Turkey)⁠(d).

## Infrastructură

### Piste
Aeroportul dispune de o singură pistă. Pista 10/28 are suprafața de asfalt și dimensiunile 3.000 m × 45 m. 